# Conflictul din sudul Libanului (1985-2000)
Conflictul din sudul Libanului (1985-2000) (în arabă:الصراع في جنوب لبنان - Al Siraa fi Janubi Lubnan), cunoscut în Israel sub numele de Conflictul din Zona de Securitate (המערכה ברצועת הביטחון - Hamaarakhá biRetzuat Habitahon), a fost un conflict armat lung de cel puțin 15 ani, care s-a desfășurat în sudul Libanului între 1985-2000. El a confruntat Israelul, precum și aliatul sau, Armata Libanului de Sud.alcătuită din libanezi creștini maroniți și din unii locuitori șiiți locali, cu o coaliție musulmană sprjinită de Siria și Iran, formată din organizația de gherilă islamistă șiită libaneză Hezbollah, la care s-au adăugat organizația șiită Amal, alte organizații de gherilă mai mici, din așa zisa stânga libaneză musulmană și din organizațiile de gherilă palestiniene. Conflictul a avut drept arenă așa numita Zona de Securitate creată de Israel în sudul Libanului pentru a-și apăra locuitorii de atacuri teroriste din Liban. Aceasta zonă s-a aflat sub administrația provizorie a membrilor Armatei Libanului de Sud, care a succedat așa numitului Stat al Libanului Liber și care beneficia de sprijinul militar si logistic al Israelului. Acest conflict poate fi privit si ca o continuare a conflictului care a avut loc mai devreme în această regiune după ce militanții Organizației pentru Eliberarea Palestinei (O.E.P) s-au refugiat în Liban din Iordania în urma masacrului din Septembrie Negru (1970). Ajunși în Liban, miile de combatanți ai OEP au lansat vreme de mulți ani de pe teritoriul acestei țări și în lume atacuri teroriste împotriva Israelului și a cetățenilor săi. Tensiunile istorice dintre refugiații palestinieni aliați cu tabăra „islamo-progresistă” din Liban, de o parte, și Frontul Libanez  condus de creștinii maroniți, precum și mișcarea șiită Amal, pe de altă parte, au constituit un strat al Războiului Civil din Liban din 1975-1990.
După încheierea Războiului din Liban (Operațiunea Pacea Galileei) la 30 septembrie 1982, care adus la izgonirea Organizației pentru Eliberarea Palestinei din Liban în Tunisia, armata israeliană s-a retras din majoritatea teritoriului cucerit în cursul războiului, la granița Zonei de Securitate aflate sub controlul Armatei Libanului de Sud, comandată de Antoine Lahad.  Conflictul militar s-a intensificat mai ales după 1985 și a durat până la 24 mai 2000, când, prin decizia guvernului Ehud Barak, armata Israelului s-a retras din Liban la granița internațională. Imediat după aceasta Armata Libanului de Sud s-a destrămat și majoritatea ofițerilor ei s-au refugiat în Israel.
În 2020 Conflictul din Zona de Securitate din Sudul Libanului a fost recunoscut de ministerul apărării al Israelului ca unul din războaiele Israelului, chiar, unul din cele mai lungi din istoria sa.